# Carlos Tomasi
	Carlos Alberto Tomasi (ur. 1 marca 1930 w Buenos Aires, zm. 13 sierpnia 2017) – argentyński bobsleista, dwukrotny olimpijczyk.

## Życiorys
Zajął 8. miejsce w konkurencji czwórek bobslejowych na zimowych igrzyskach olimpijskich w 1952 w Oslo (razem z nim osadę argentyńską tworzyli: Héctor Tomasi, Roberto Bordeu i Carlos Sareisian). Na zimowych igrzyskach olimpijskich w 1964 w Innsbrucku był zawodnikiem rezerwowym, lecz w ostatnim ślizgu zastąpił Roberto Bordeu (poza nimi osadę tworzyli: Héctor Tomasi, Fernando Rodríguez i Hernán Agote). Zespół Argentyny został sklasyfikowany na 16. miejscu.